# St. Martin (Riedlingen)

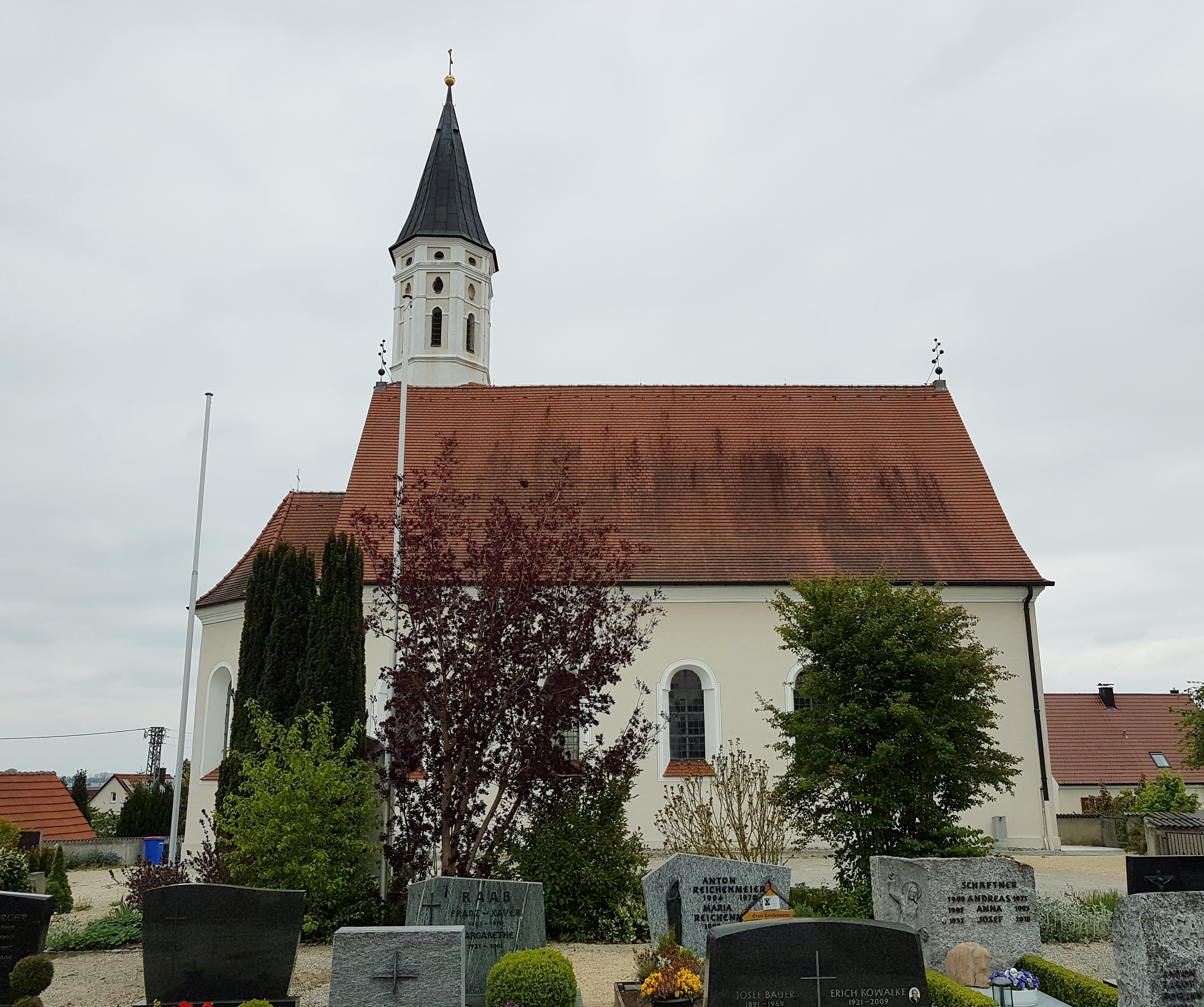
St. Martin (Riedlingen)

St. Martin ist eine römisch-katholische Pfarrkirche in Riedlingen, einem Stadtteil von Donauwörth im schwäbischen Landkreis Donau-Ries in Bayern. Das Bauwerk ist in der Liste der Baudenkmäler in Donauwörth als Baudenkmal unter der Nr. D-7-79-131-103 eingetragen.

## Beschreibung
Die 1696 gebaute Saalkirche besteht aus einem Langhaus, einem eingezogenen, dreiseitig geschlossenen Chor im Osten und einem Chorflankenturm auf quadratischem Grundriss an der Südwand des Chors, der 1862 mit einem achteckigen Geschoss aufgestockt, das den Glockenstuhl beherbergt, und mit einem spitzen Helm bedeckt wurde. 
Die Altäre sind neobarock. Die Kanzel wurde bereits um 1700 gebaut. Der Bilderrahmen für eine Kopie des Gnadenbildes Mariahilf von Lucas Cranach dem Älteren wurde in der Werkstatt des Klosters Kaisheim angefertigt.